# Lawine

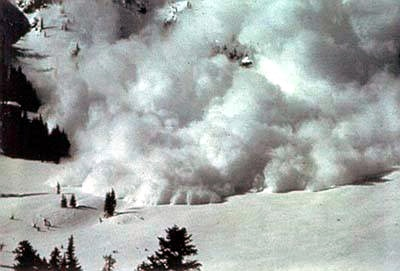
Sneeuwlawine

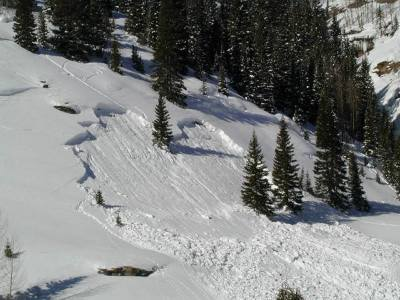
Sneeuw na een lawine

Een lawine is, doorgaans, een grote sneeuwmassa die van een helling omlaag komt. Het begrip "lawine" wordt ook gebruikt in verband met andere materialen die massaal naar beneden komen, bijvoorbeeld als "rots-" of "modderlawine". Een sneeuwlawine kan zo groot zijn dat hele dorpen door de sneeuw bedolven worden, maar ook een kleine lawine kan dodelijk zijn als men eronder geraakt.

## Ontstaan
Bij het ontstaan van sneeuwlawines spelen verschillende factoren een rol. Het samenspel van factoren is zo complex, dat het voorspellen van lawines alleen beperkt mogelijk is. Zelfs ervaren berggidsen kunnen door lawines verrast worden.
De opbouw wordt beïnvloed door de hoeveelheden gevallen sneeuw en de kristalstructuur, die op zijn beurt voortdurend beïnvloed wordt door temperatuur, zon en wind. Daardoor kunnen in de sneeuwlaag zones met een lage hechting ontstaan. Ook kan de sneeuwlaag als geheel slecht met de ondergrond verbonden zijn, bijvoorbeeld als die bestaat uit lang, ongemaaid gras. In het algemeen is het lawinegevaar tijdens en kort na grote hoeveelheden verse sneeuwval het grootst, maar ook verstuivingen kunnen plaatselijk het lawinegevaar sterk verhogen. Uiteraard is de steilheid van de helling van invloed, maar ook bij een hellingsgraad van 25 graden kan een lawine ontstaan.
De directe oorzaak voor een lawine is het toenemen van de belasting op de sneeuwlaag, bijvoorbeeld door een wintersporter, of afname van de sneeuwvastheid, door regen of temperatuurverhoging. De eerste mooie dag na sneeuwval is doorgaans bijzonder risicovol.

## Soorten lawines

### Schneebrettlawine
De schneebrettlawine of plaklawine (Frans: plaque, Engels: slab) is het als een geheel wegglijden van de bovenste sneeuwlaag. Deze laag gedraagt zich als een plank of plaat (Duits: Brett), al hoeft de sneeuw niet hard te zijn. Het wegglijden van de bovenlaag heeft meer te maken met de hechting van de sneeuwlagen onderling. Gewonden ontstaan bij dit type lawine vooral doordat ze tegen stenen of bomen gedrukt worden, en minder door verstikking.

### Poedersneeuwlawine
Een poedersneeuwlawine ontstaat op steile hellingen. De vallende sneeuw wervelt steeds meer sneeuw op en er ontstaat een lucht-sneeuw mengsel dat aanvankelijk met een snelheid van 100 km/u beweegt, maar uiteindelijk snelheden tot 3 keer zo hoog kan bereiken. Er ontstaan gevaarlijk grote drukgolven.

### Drogesneeuwlawine
Een drogesneeuwlawine (Duits: Lockerschneelawine) ontstaat in vers gevallen sneeuw, die zijn eigen gewicht niet kan dragen. Ze ontstaat doorgaans spontaan en heeft een karakteristieke peervorm met een puntvormig begin.

### Mengvormen
Van de bovenstaande lawinesoorten zijn ook mengvormen mogelijk.

## Gevaren
Sneeuwlawines kunnen optreden als stuiflawine of als schuif- of rollawine. De eerste verplaatsen zich met hoge snelheid, tot honderden kilometers per uur, en zijn vooral gevaarlijk door de enorme drukgolf die ze veroorzaken. Deze drukgolf kan bomen omblazen en de sneeuw in de longen van slachtoffers persen. Het tweede type lawine is gevaarlijk omdat hij mensen, of ook hele huizen, met zich mee sleurt en onder zich kan begraven. De sneeuw wordt daarbij veelal sterk aangedrukt en is moeilijk weg te graven. Onder de sneeuw kan een tekort aan zuurstof optreden, maar vooral ook een ophoping van kooldioxide uit de uitgeademde lucht van het slachtoffer, dat daardoor stikt. Verder sterven veel slachtoffers van lawines door onderkoeling.
De overlevingskans van een lawineslachtoffer daalt snel met het verstrijken van de tijd. Gedurende het eerste kwartier overleven negen op de tien personen het ongeluk.
Na drie kwartier kan nog maar een derde van de slachtoffers levend uit de sneeuw gehaald worden. Kort na de redding bestaat nog steeds een groot gevaar van overlijden, door de zogenaamde reddingsdood. Daarbij brengt de op gang komende bloed-circulatie zoveel afvalproducten van de stofwisseling uit de ledematen terug naar de centrale organen, dat deze daardoor vergiftigd worden en kapotgaan.
Door een toenemend aantal wintersporters neemt, ondanks veiligheidsmaatregelen, het aantal lawineslachtoffers in de Alpen toe. Velen van hen vallen buiten de gemarkeerde pistes.
Een sterke bodembedekking, zoals een gezond bos of speciale hekwerken, kan de kans op een lawine verkleinen doordat zij de sneeuw vasthoudt of afremt.

### Classificatie van het gevaar
De Europese Lawineschaal classificeert het risico dat een lawine optreedt. Deze classificatie betreft doorgaans grotere gebieden en geeft alleen een eerste indicatie van het mogelijke gevaar. Factoren als de steilheid van een helling, sneeuwverwaaiingen, temperatuur, zon, tijdstip op de dag en de oriëntatie van een helling zijn daarnaast op micro-niveau ook van invloed. Onderstaande tabel verklaart de schaalindeling. De kolom "Hoe vaak" geeft aan hoe vaak in een gemiddelde winter deze situatie in Zwitserland optreedt.
| Risicograad     | Lawinegevaar | Hoe vaak                           | Vlag |                          |
| --------------- | --- | ---------------------------------- | ---- | ------------------------ |
| 1 - Gering      | Alleen op steile hellingen en bij grote belasting, door bijvoorbeeld een groep skiërs, kunnen lawines optreden. Spontane lawines zijn niet te verwachten. | Gedurende 1/5 van de winter        |      | Gele vlag                |
| 2 - Matig       | Kleine spontane lawines zijn mogelijk. Op steile hellingen kan een enkele skiër een lawine veroorzaken, groepen kunnen ook op normale hellingen lawines veroorzaken. | Gedurende 1/2 van de winter        |      | Gele vlag                |
| 3 - Aanzienlijk | Op steile hellingen treden spontane lawines op die ook tot vlakker en dieper gelegen gebied kunnen reiken. Op normale hellingen kan een enkele skiër al een lawine veroorzaken. Ski-toeren, dus buiten de piste, kunnen alleen plaatsvinden onder leiding van een ervaren gids. | Gedurende 1/3 van de winter        |      | Geel-zwart geblokte vlag |
| 4 - Groot       | Grote, spontane lawines treden op. Het is levensgevaarlijk de piste te verlaten. | Gedurende enkele dagen per winter  |      | Geel-zwart geblokte vlag |
| 5 - Zeer Groot  | Extreem lawinegevaar. Niet alleen de pistes zijn gevaarlijk, ook dorpen en infrastructuur zoals wegen en spoorlijnen worden bedreigd. Eventueel moet geëvacueerd worden. | Zelden, gemiddeld 1 dag per winter |      | Zwarte vlag              |

## Lawinekunde
Werner Munter, een bekend Zwitserse lawinekundige, heeft in 2001 de 3×3-reductiemethode ontwikkeld, om het lawinegevaar te kunnen beoordelen. Dit is een statistisch model waarbij men 3 keer de lawinesituatie beoordeelt. De beoordeling gebeurt op basis van Gebied, Regio en Persoon. De beoordelingsmomenten zijn (Thuis) bij het voorbereiden van een tocht, direct voor aanvang van de tocht en tijdens de tocht. De hellingshoek, hellingsexpositie en het gevarenpotentiaal worden beoordeeld op al deze momenten.
De 3×3-reductiemethode is gebaseerd op lawineongevalsstatistiek van Zwitserland. Zowel door berggidsen als door de rechtspraak in de Europese Alpen-landen, wordt deze methode als de meest specifieke gezien.
Michael Hoffmann kwam in de moderne lawinekunde met een alternatieve theorie (‘Relative Sichtweise’) over hoe lawines ontstaan. Hij gaat, in tegenstelling tot Munter, uit van de eigenschappen van de sneeuw en het sneeuwdek. Hij beschrijft dit in Lawinengefahr.
Martin Engler ontwikkelde de "factorencheck" en beschreef dit in Die weisse Gefahr.
Tegenwoordig zijn er hulpmiddelen om praktisch het lawinegevaar te beoordelen. Enkele voorbeelden zijn:
- 3×3-reductiemethode
- SnowCard visueel hulpmiddel op basis van de 3×3-reductiemethode
- Stop or Go beslisregels
- factorencheck
- check and ride van Ortovox

Ondanks dergelijke methoden blijven lawines een deels onberekenbaar risico, zoals onder meer bleek in juli 2007, toen zes Zwitserse militairen (berg-specialisten) aan het einde van hun opleiding in een sneeuwlawine bij de Jungfrau om het leven kwamen.

## Europese lawinegrootte
| Grootte    | Runout | Potentiële schade                                                                                     | Fysieke grootte                   |
| ---------- | --- | --- | --------------------------------- |
| 1 - Sluff  | Kleine sneeuwverschuiving die geen personen kan bedelven, maar er kan wel gevaar door vallen optreden.         | Onwaarschijnlijk, maar letsel of dood zijn mogelijk.                                                  | lengte < 50 m volume < 100 m³     |
| 2 - Klein  | Stopt op de helling.                                                                                           | Kan personen bedelven, verwonden of doden.                                                            | lengte <100 m volume <1.000 m³    |
| 3 - Medium | Glijdt door tot de bodem van de helling.                                                                       | Kan een auto bedelven en vernielen en een vrachtwagen beschadigen, vernielt gebouwen en breekt bomen. | lengte <1.000 m volume <10.000 m³ |
| 4 - Groot  | Glijdt door op vlakke ondergrond (vlakker dan 30°) of minstens 50 m in lengte, kan einde van het dal bereiken. | Kan vrachtauto's of treinen, grote gebouwen of bossen bedelven.                                       | lengte >1.000 m volume >10.000 m³ |

## Internationale aanbevelingen
De internationaal aanbevolen regels zijn:
1. Het verdwijnpunt van personen in de gaten houden (zodat geen twijfel ontstaat waar iemand bedolven kan liggen)
2. Professionele hulp roepen (indien dit geen groot tijdsverlies met zich mee brengt)
3. Zoekbereik vaststellen (waar bevinden de slachtoffers zich?)
4. Oppervlakkig zoeken (zijn er tekenen van de vermisten zoals kleding of lichaamsdelen die uit de sneeuw steken?)
5. Zoeken met lawinepiep
6. Sonderen
7. Uitgraven
8. Bergsport-EHBO

## Hulpmiddelen bij lawineongevallen

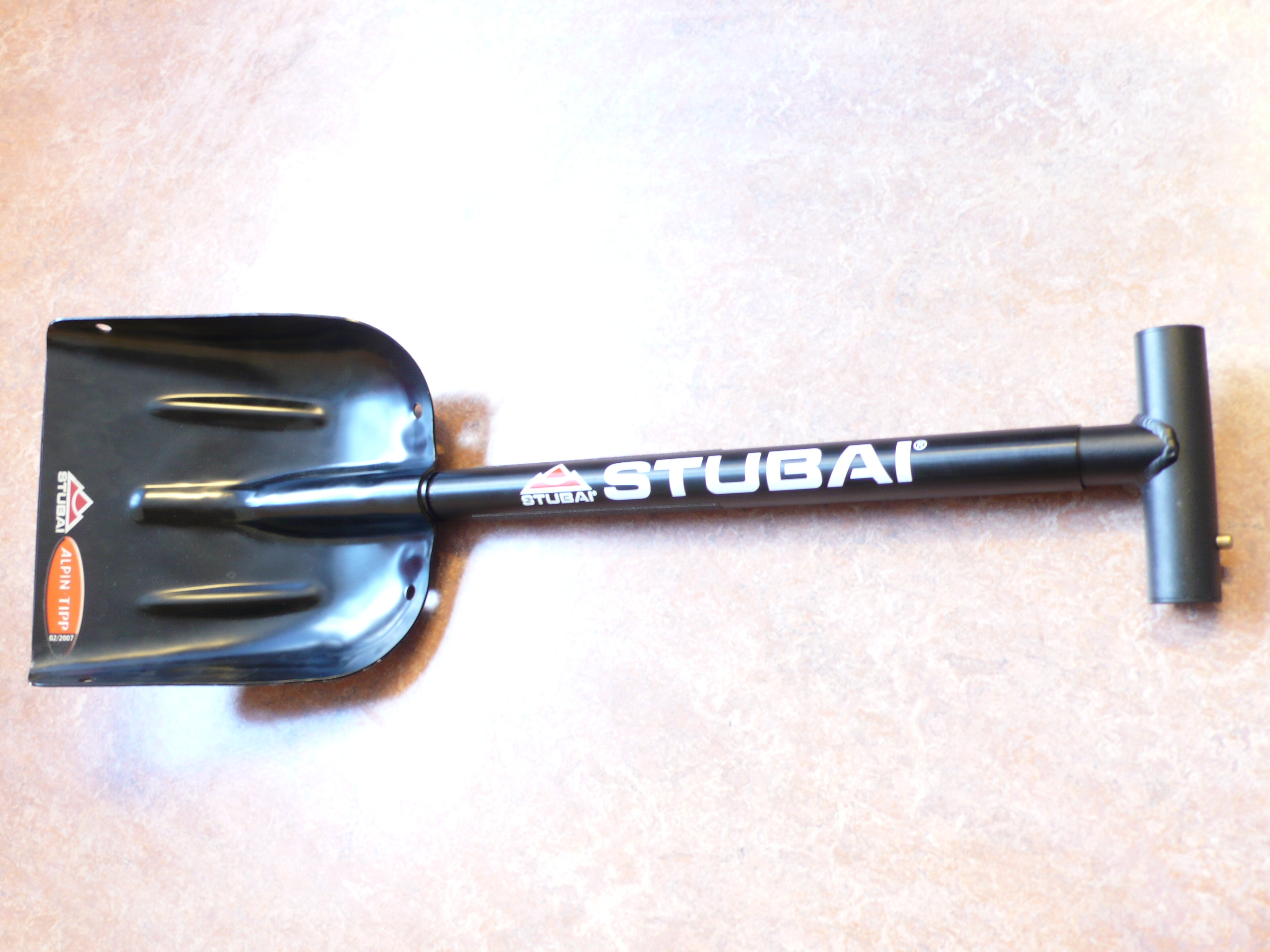
Aluminium sneeuwschep

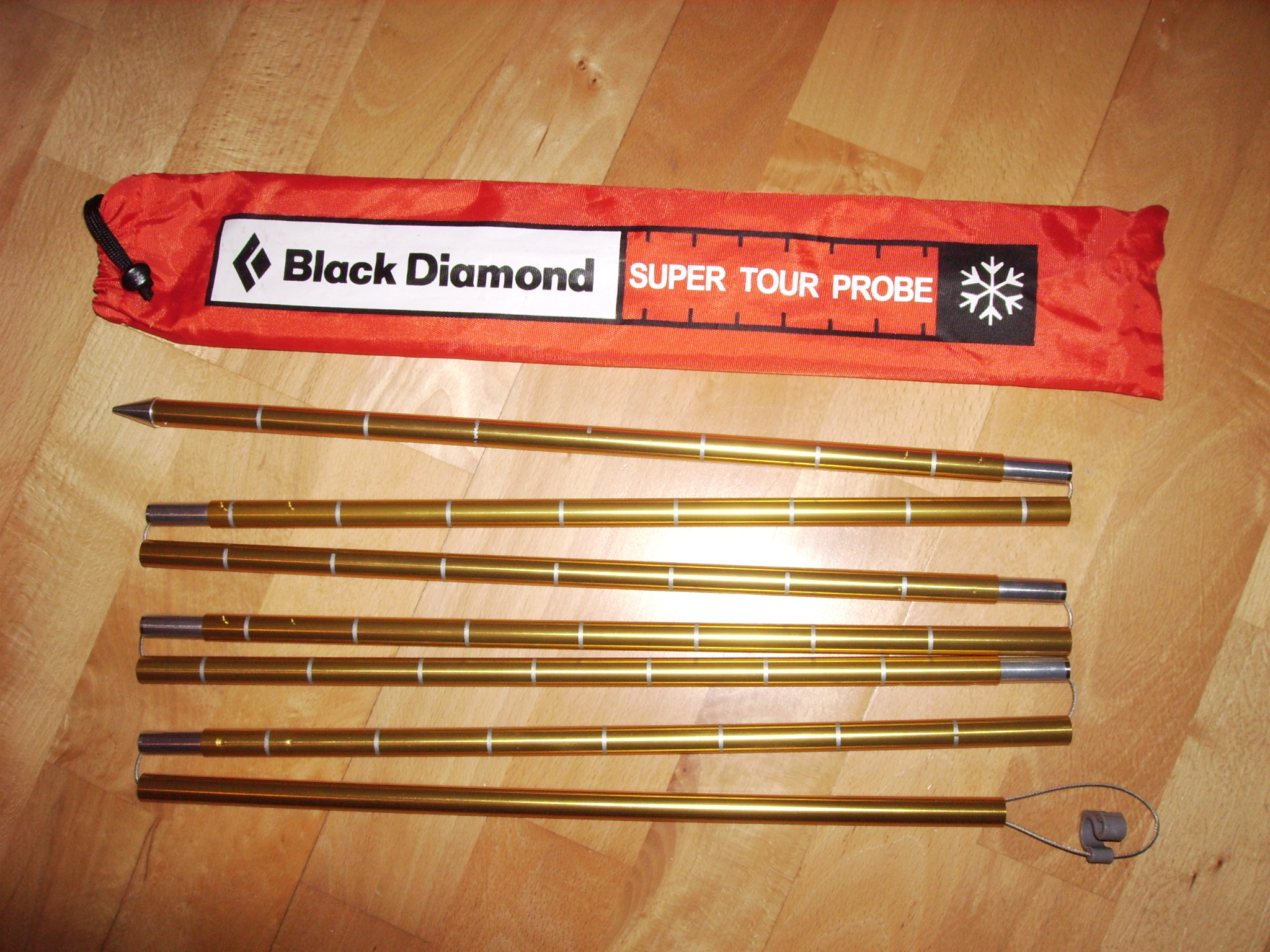
Sneeuwsonde

Voor alle wintersporters geldt, dat zij er goed aan doen enkele basishulpmiddelen bij zich te dragen bestaande uit een lawinepiep, een sneeuwschep en een sneeuwsonde. Aanvullend kunnen een recco-reflector, lawineball, lawinelint, lawine-airbag of een avalung gedragen worden.